# Dworzec Ładoski (Petersburg)
Dworzec Ładoski (ros. Ладожский вокзал; hist. Dacza Dołgorukowa, ros. Дача Долгорукова) – dworzec kolejowy w Petersburgu, w Rosji. Jest to najnowszy i najnowocześniejszy dworzec kolejowy w Petersburgu, otwarty w 2003 roku. Obsługuje trasy na północ i wschód, wcześniej obsługiwane przez Dworzec Moskiewski, jak również niektóre linie wcześniej obsługiwane przez Dworzec Fiński. Niektóre pociągi z Moskwy również są obsługiwane przez ten dworzec. Spośród pięciu głównych dworców Petersburga, dworzec ładoski jest jedynym, który nie jest dworcem czołowym.

## Historia
Dworzec Ładoski powstał w miejscu istniejącej wcześniej stacji Dacza Dołgorukowa. Dawna nazwa wciąż jest w użyciu.
Pierwsze plany budowy powstały pod koniec 1980 roku, ale projekt został odłożony na półkę. Budowa stacji rozpoczęła się w 2001 roku i została zakończona w 2003 roku. Nowa stacja, zaprojektowana przez architekta Nikitę Jawiein, będzie jednym z największych w Rosji o pojemności do 50 podmiejskich i 26 dalekobieżnych pociągów i 4500 pasażerów na godzinę.
Zbudowany kosztem dziewięciu miliardów rubli (300 mln USD), otwarta w 2003 roku z okazji 300-lecia założenia miasta. Otwarcia stacji dokonał prezydent Rosji Władimir Putin.